# La Libertad (Negros Oriental)
La Libertad è una municipalità di quarta classe delle Filippine, situata nella Provincia di Negros Oriental, nella regione di Visayas Centrale.
La Libertad è formata da 29 baranggay:
- Aniniaw
- Aya
- Bagtic
- Biga-a
- Busilak
- Cangabo
- Cantupa
- Elecia (Talostos)
- Eli
- Guihob
- Kansumandig
- Mambulod
- Mandapaton
- Manghulyawon
- Manluminsag

- Mapalasan
- Maragondong
- Martilo
- Nasungan
- Pacuan
- Pangca
- Pisong
- Pitogo
- Poblacion North
- Poblacion South
- San Jose
- Solongon
- Tala-on
- Talayong